# Газпромбанк
Газпромбанк — один з найбільших банків Росії. Головний офіс розташований у Москві.

## Діяльність
Крім газової галузі Газпромбанк надає банківські послуги підприємствам і співробітникам інших галузей реального сектора економіки (хімічної, атомної промисловості, машинобудування, оборонного комплексу та ін.). У числі клієнтів Газпромбанка — близько 3 мільйонів фізичних і близько 45 тисяч юридичних осіб.
Банк забезпечує кредитування і фінансове обслуговування таких великих міждержавних проектів, як «Ямал-Європа» — з будівництва газопроводу з Сибіру до Європи; «Блакитний потік» — з транспортування газу по дну Чорного моря до Туреччини; прокладку газопроводів по території Центральної, Східної та Південної Європи. Організовується система банківського обслуговування перспективних проектів ВАТ «Газпром» в районах Сибіру і Далекого Сходу щодо постачання російського газу в Китай, Японію, Південну Корею. До складу бізнесу довірчого управління групи Газпромбанку входить ЗАТ «Газпромбанк — Управління активами».
У складі регіональної мережі Газпромбанку 43 філії і три дочірніх і залежних російських банку: «Кредит Урал Банк» (Відкрите акціонерне товариство); ВАТ АКБ «ЄВРОФІНАНС Моснарбанк»; АБ «ГПБ-Іпотека» (ВАТ). Газпромбанк бере участь в капіталі трьох зарубіжних банків — Белгазпромбанка (Білорусь), Арексімбанка (Вірменія) і Gazprombank (Switzerland) Ltd в місті Цюрих (Швейцарія). ГПБ (ВАТ) також відкриті представництва в Пекіні (Китай), Улан-Баторі (Монголія) і Нью-Делі (Індія).
Газпромбанк є учасником проекту ЗАТ «оптиковолоконною Системи» (Саранськ), спільно з ВАТ «Роснано» (якій належить 47,725 %) і республікою Мордовія.

### Зміна топ-менеджменту у 2022 році
29 січня 2022 знайшли мертвим главу транспортної служби Газпром-інвест Леоніда Шульмана.
25 лютого 2022 знайшли мертвим у петлі заступника генерального директора Єдиного розрахункового центру «Газпрому» Олександра Тюлякова.
У березні 2022 року звільнився і поїхав до Києва віце-президент Газпромбанку Ігор Волобуєв, де зібрався вступити до тероборони.
18 квітня 2022 року застрелили разом із сім'єю чинного віце-президента «Газпромбанку» Владислава Аваєва. Деякі ЗМІ помилково вказували на його посаду — «колишній віце-президент».

## Санкції
21 листопада 2024 року США розширили санкційний список щодо РФ, включивши до нього Газпромбанк, БКС-банк, Центрокредит та ще близько 40 установ.